# Supercopa Polonesa de Voleibol Masculino de 2022
A Supercopa Polonesa de Voleibol Masculino de 2022 foi a 11.ª edição deste torneio organizado anualmente pela  Liga Polonesa de Voleibol (PLS). Ocorreu no dia 26 de outubro, na cidade de Lublin, na Hala Sportowo-Widowiskowa „Globus”.
Repetindo a edição do ano anterior, a equipe do Jastrzębski Węgiel derrotou novamente a equipe do ZAKSA Kędzierzyn-Koźle, conquistando assim seu segundo título desta competição. O central ucraniano Yuriy Gladyr foi eleito o melhor jogador da partida.

## Regulamento
O torneio foi disputado em partida única.

## Equipes participantes
| Equipe                 | Cidade           | Qualificação                                                        | Última participação |
| ---------------------- | ---------------- | ------------------------------------------------------------------- | ------------------- |
| Jastrzębski Węgiel     | Jastrzębie-Zdrój | Vice-campeão da PlusLiga de 2021–22 e da Copa da Polônia de 2021–22 | 2021                |
| ZAKSA Kędzierzyn-Koźle | Kędzierzyn-Koźle | Campeão da PlusLiga de 2021–22                                      | 2021                |

## Local da partida
| Lublin, Polônia                    |
| Hala Sportowo-Widowiskowa „Globus” |
| ---------------------------------- |
|                                    |
| Capacidade: 4 221                  |

## Resultado
| Data   | Hora  |                        | Placar |                    | Set 1 | Set 2 | Set 3 | Set 4 | Set 5 | Total   | Relatório |
| ------ | ----- | ---------------------- | ------ | ------------------ | ----- | ----- | ----- | ----- | ----- | ------- | --------- |
| 26 out | 18:00 | ZAKSA Kędzierzyn-Koźle | 2–3    | Jastrzębski Węgiel | 26–24 | 23–25 | 25–18 | 20–25 | 13–15 | 107–107 | Relatório |

## Premiação
| Supercopa Polonesa de 2022              |
| --------------------------------------- |
| Jastrzębski Węgiel Campeão (2.° título) |